# چیمیننا
چیمیننا (به ایتالیایی: Ciminna) یک کومونه در ایتالیا است که در استان پالرمو واقع شده‌است. چیمیننا ۵۶ کیلومتر مربع مساحت و ۴٬۰۱۶ نفر جمعیت دارد و ۶۰۰ متر بالاتر از سطح دریا واقع شده‌است.